# Универсальная электронная карта
Универса́льная электро́нная ка́рта (УЭК) — российская пластиковая карта, объединяющая в себе идентификационное и платёжное средство.
Была введена с 1 января 2013 года, выпуск и выдача карт прекращены с 1 января 2017 года. Приём заявлений на выпуск УЭК, в том числе на выпуск дубликатов, прекращен во всех субъектах Российской Федерации. С 2010 по 2016 годы было выпущено около 700 тысяч карт, убыток компании АО «УЭК» составил более 3 млрд рублей.
Декларировалось, что УЭК позволит дистанционно заказать, оплатить и получить государственные услуги, заменит медицинский полис и страховое пенсионное свидетельство, объединяя на одной карте идентификационную карту, электронный кошелёк, банковскую карту, электронную подпись, проездной билет.
Карта выдавалась гражданам России бесплатно по личному заявлению. Использование карты и подключённого к ней банковского счёта бесплатно. Срок действия универсальной электронной карты — 5 лет.

## Возможности применения карты
Для заказа, оплаты и получения услуг необходимо устройство, принимающее универсальную электронную карту: инфоматы и терминалы, установленные в государственных учреждениях, банкоматы и кассы, имеющие наклейку платежной системы ПРО100. Для использования универсальной электронной карты через личный компьютер необходимо купить устройство для чтения карт — считыватель (ридер, картридер), который подключается ко всем современным компьютерам через порт USB и должен поддерживать стандарт PC/SC.

### Список доступных и планируемых услуг
Порталы услуг
- возможность, не выходя из дома, заказать, оплатить и получить государственные услуги[12][13][14]
- возможность создать свой личный кабинет на портале www.gosuslugi.ru и осуществлять вход без ввода логина и пароля[15]

Виртуальный нотариус
- позволяет получать онлайн услуги, ранее требовавшие личного подписания договоров: услуги страховых компаний, туристических компаний, банков[14][16]
- подтверждает подписание документа электронной подписью
- подтверждает достоверность сертификата электронной подписи
- обеспечивает хранение документа
- обеспечивает в случае возникновения претензий от одной из сторон, подписавших документ, полноценный учёт всех юридически значимых действий, совершенных сторонами

Пенсионное страхование
- возможность, не выходя из дома, узнать состояние пенсионного лицевого счета
- может использоваться вместо страхового свидетельства обязательного пенсионного страхования. После получения универсальной электронной карты пенсионное свидетельство (в случае его отсутствия) получать не нужно[17].
- удостоверяет личность пенсионера[18]

Медицина
- услуги электронной регистратуры — запись на приём к врачу через Интернет или терминал в поликлинике[19][20]
- может использоваться вместо полиса обязательного медицинского страхования[21] (вместо полисов старого образца выдаются универсальные электронные карты)[22]
- удостоверяет личность гражданина в медицинском учреждении[18]
- учёт при льготном и дополнительном лекарственном обеспечении в аптеках
- возможность, не выходя из дома, оплатить лекарства и услуги

Общественный транспорт
- УЭК — это универсальный проездной билет на все виды транспорта: трамвай, автобус, троллейбус, метро, монорельс, аквабус[5]
- УЭК содержит в себе транспортный электронный кошелёк, на который можно положить любую сумму в пределах нескольких тысяч рублей в зависимости от региона[19][20][23][24]
- за каждую поездку списывается фиксированный тариф в зависимости от вида транспорта, при этом на валидаторе отражаются списанная сумма и оставшийся баланс[25][26]
- на УЭК можно хранить купленные проездные билеты на несколько поездок, в этом случае при проходе через валидатор списываются поездки
- на УЭК можно хранить билеты на поезд и самолёт
- приобрести все билеты и пополнить транспортный электронный кошелёк можно, не выходя из дома[27]
- льготный / бесплатный проездной для школьников, студентов, пенсионеров и других льготников

Автомобиль
- информирование об эвакуации
- информирование о штрафах
- оплата штрафов
- хранение информации об оплаченных штрафах
- оплатить парковку
- возможность удаленно купить полис КАСКО и записать его на УЭК[4]
- возможность удаленно оплатить государственную пошлину при получении водительского удостоверения
- возможность удаленно оплатить регистрацию транспортного средства (постановка на учёт и снятие с учёта)

Дети и образование
- возможность удаленно записать ребёнка в детский сад[28]
- возможность оплатить детский сад, музыкальную школу без необходимости переписывать платёжные реквизиты
- использовать как пропуск в учебное заведение (сад, школу, ВУЗ, общежитие)
- информирование родителей об успеваемости и посещаемости — при этом родители могут контролировать время прихода ребёнка в школу и время окончания занятий[29]
- электронный дневник (зачетная книжка)
- электронное расписание занятий
- электронный читательский билет для библиотеки
- исключение денежных расчётов на территории школы — оплатить питание с помощью карты
- возможность оплатить бесплатное или льготное питание и возможность проконтролировать, получил ли его ребёнок

Спорт
- запись в секции
- просмотр расписания
- аренда спортивного зала, площадки, теннисного корта, катка
- бронирование и оплата доп. услуг — индивидуальные занятия, спортинвентарь
- хранение электронных билетов на спортивные события
- доступ к спортивным событиям по карте УЭК

Культура
- просмотр расписания музеев, выставок, театров, концертов
- покупка электронных билетов
- хранение электронных билетов для предъявления в бесконтактном виде
- доступ к объектам культуры по карте УЭК

Получение денег на карту
- заработной платы
- стипендии
- пенсионных выплат
- социальных пособий и льгот, предусмотренных региональным и федеральным законодательством

Начисления и оплата
- просмотр начислений услуг: ЖКУ, телефонная связь, интернет, телевидение и т. п.
- оплата услуг, включая автоплатежи

Площадка выбора продуктов и услуг
- выбор лучшего по цене и другим параметрам предложения: страховка на автомобиль, кредиты, услуги сотовой связи и платного ТВ и т. п.
- дальнейшее оформление услуг в электронном виде с использованием электронной подписи

ЗАГС
- возможность удаленно зарегистрировать рождение ребёнка[30]
- возможность удаленно зарегистрировать брак[31]
- возможность удаленно зарегистрировать внесудебный развод
- возможность удаленно зарегистрировать смерть

ФМС
- возможность удаленно подать заявление на получение паспорта
- возможность удаленно зарегистрироваться по месту жительства или по месту пребывания[32]

ЖКХ
- возможность удаленно получить информацию о начислениях[19]
- возможность удаленно оплатить коммунальные услуги
- возможность удаленно получить информации о состоянии жилого фонда

Налоги
- возможность удаленно получить информацию о задолженности по налогам[19]
- возможность удаленно оплатить налоги

Индивидуальным предпринимателям
- приём платежей от покупателей
- интеграция с 1С
- заполнение и подача налоговых документов
- подготовка и оплата таможенных сборов

Электронный кошелек — оплата товаров и услуг в интернете
Единая дисконтная и бонусная карта — запись на карту всех скидок, бонусов и купонов
Электронный ключ — открытие дверей с электронными замками, запрограммированными на работу с УЭК
Рыбалка и охота — возможностью оформить и записать на карту право на добычу водных биоресурсов на всей территории России
Законодательство — возможность внести в Государственную думу законодательную инициативу, набравшую 100 000 идентифицированных голосов
Информирование
- SMS-информирование
- email-информирование

Удобный доступ ко всем сервисам карты
- через интернет (Web-портал)
- с помощью мобильного телефона: SMS-операции, мобильный портал, приложения для смартфонов
- через телевизор — приложения для Smart TV и ТВ-приставок
- с помощью физической инфраструктуры: инфоматы, терминалы, банкоматы, персональные ридеры
- мобильный форм-фактор: мобильный ридер, NFC

Возможности для разработчиков
- готовые комплекты оборудования и ПО для различных учреждений — возможность оперативно развернуть инфраструктуру приёма и использования УЭК
- открытая платформа для разработчиков и предпринимателей — возможность использования технологий, лицензий и инструментов на основе УЭК для создания инновационных продуктов/услуг (аналог AppStore)

## Конфиденциальность и безопасность
УЭК содержит чип, на который записаны идентификационные данные, напечатанные на обратной стороне карты. Остальные данные о гражданах по-прежнему хранятся в базах данных государственных учреждений. Внешний вид чипа на карте сильно напоминает чип SIM-карты мобильных телефонов. Примечательно, что в 2013 году было анонсировано начало внедрения в московском метро системы по отслеживанию перемещений пассажиров по SIM-картам.
На обратной стороне карты напечатаны идентификационные данные гражданина: фамилия, имя, отчество, пол, дата рождения, образец подписи, фотография, номер банковской карты и срок её действия, номер в системе обязательного пенсионного страхования — СНИЛС, номер в системе обязательного медицинского страхования — полис ОМС.
На чипе карты записаны идентификационные данные, указанные на обратной стороне карты, усиленная квалифицированная электронная подпись, данные транспортного приложения о купленных билетах и оставшихся поездках. Остальные данные о гражданах по-прежнему хранятся в базах данных государственных учреждений, а УЭК лишь помогает отыскивать нужные записи в них при обращении держателя в соответствующее ведомство, при помощи защищённых каналов связи системы межведомственного электронного взаимодействия.
Разработчики УЭК утверждают, что воспользоваться данными гражданина без его согласия невозможно. Для использования карты требуется вводить пин-код, который гражданин должен в целях безопасности держать отдельно от карты и хранить в тайне от всех. В личном кабинете гражданин может установить дополнительную защиту и ограничить пользование частью сервисов. При утере карты её можно заблокировать в личном кабинете или позвонив на горячую линию. Информация об этом автоматически поступает в государственные службы, предоставляющие электронные услуги, и воспользоваться утерянной картой невозможно. Для удобства можно заранее сделать дубликат УЭК на случай утери основной карты.
В пунктах приёма заявлений, оборудованных системой негласного получения информации — видеонаблюдение, документы отправляются в сейф. После приёма заявления информация отправляется по защищённым каналам связи в Москву. После изготовления карты служба доставки специальной связи присылает отдельно конверт с пин-кодами и отдельно присылает универсальные электронные карты — встречаются они только в пунктах выдачи.
Считать информацию с карты можно только терминалом, сертифицированным ОАО «УЭК». Заготовки для УЭК изготавливливались на двух заводах, присоединившихся к единой платёжно-сервисной системе «Универсальная электронная карта»: в государственной компании «Гознак» и в ЗАО «Первый печатный двор». В отличие от банковских карт, универсальная электронная карта сделана из лазерочувствительного поликарбоната, который обладает высокой износостойкостью. На карту наносятся полиграфические средства защиты. Нанесение персональной информации осуществляется методом лазерной гравировки в региональных центрах персонализации универсальных электронных карт. Поскольку в процессе лазерной гравировки фотографическое изображение и текст создаются не на поверхности карты, а в объёме плёнки, заменить фотографию или текст без разрушения документа оказывается невозможным. На карте УЭК устанавливается микропроцессор, сертифицированный ФСБ России в соответствии с требованиями информационной безопасности. Программное обеспечение, которое устанавливается на стадии подключения электронной подписи, полностью сертифицировано ФСБ и выполняет все требования по информационной безопасности. Выбранные для УЭК криптографические алгоритмы и планы по исследованию их безопасности были признаны соответствующими самым высоким требованиям защиты информации на пятнадцатой международной конференции «РусКрипто’2013» 30 марта 2013 года.

## Особенности подачи заявления и получения карты
С 1 января 2017 года УЭК не выпускается.
Карта УЭК изготавливалась в течение 20 рабочих дней со дня подачи заявления на выдачу УЭК и выдавалась бесплатно.
При получении карты гражданин по своему желанию мог бесплатно записать на УЭК электронную подпись (занимает от 5 до 15 минут) для использования различных услуг через Интернет, а также открыть расчётный счёт в выбранном банке для использования платёжного приложения.
Вместе с картой УЭК гражданин получает запечатанный конверт с четырьмя пин-кодами, которые в целях безопасности следует держать отдельно от универсальной карты и сохранять их в тайне от всех:

ПИН1 (от 4 до 8 цифр) — даёт право использовать карту (всегда вводится при использовании карты, за исключением оплаты проезда и банковских услуг)

ПИН2 (от 6 до 8 цифр) — используется для подписания документов электронной подписью

ИД КРП (8 цифр) — код разблокировки ПИН — используется в случае необходимости сменить/разблокировать ПИН1 или ПИН2

Банк ПИН (4 цифры) — даёт доступ к банковским услугам
— Раздел вопросы и ответы
Универсальная электронная карта соответствует международному стандарту EMV, в соответствии с которым обычно требуется (правила устанавливаются банком-эмитентом) вводить пин-код при проведении любого платежа через терминал (например, в магазинах, ресторанах). Для оплаты проезда в транспорте пин-код вводить не требуется. В случае утери УЭК предлагается позвонить в колл-центр по номеру, указанному на оборотной стороне, чтобы карту заблокировали. Номер колл-центра рекомендуется заранее записать в свой телефон. УЭК можно бесплатно заменить: в случае её физического повреждения, в случае необходимости заменить микропроцессор для размещения дополнительных приложений, в случае изменения визуальных (незащищённых) данных держателя карты. В случае утери выпуск новой карты оплачивает её владелец.

## Положительные эффекты, ожидаемые после введения универсальной электронной карты
Введение универсальной электронной карты должно создать инфраструктуру для реализации принципа «одного окна», улучшить качество государственных услуг, упростить бюрократические процедуры, повысить информированность граждан о своих правах, развить безналичные расчёты, сократить количество чиновников, сократить расходы коммерческих организаций на содержание фронт-офисов, уменьшить нагрузку на подразделения организаций, которые занимаются расчётами с персоналом и ведением личных дел сотрудников (бухгалтерия, отдел кадров), создать рынок электронных подписей для физических лиц.

## Недостатки универсальной электронной карты
- В сравнении с бумажными документами более короткий срок службы — всего 5 лет.
- Несоизмеримость записанных на карту документов. Так, утеря проездной карты в автобусе ранее не приносила больших неудобств. Теперь утеря или повреждение УЭК, часто используемой в качестве транспортной карты, приведёт к временному лишению всех документов, заменяемых УЭК.
- Ранее диверсификация документов гражданина могла создать трудности иностранным спецслужбам при сборе полной юридической информации о нём. Теперь при централизации документов сбор информации иностранными агентами может быть упрощен. По этой же причине доступ неблагожелателей к карте (если им известны её ПИН-коды[58]) автоматически приводит к доступности всех опций и документов, заменяемых ей.
- На УЭК стоит логотип банка-эмитента банковского приложения карты. Счёт карты УЭК привязан только к одному банку из числа банков, заключивших договор с федеральной уполномоченной организацией[59]. Невозможно по собственному желанию держателя карты поменять обслуживающий банк без замены карты (в этом случае замена осуществляется бесплатно[60]). Заменить карту придется и при необходимости внести изменения в записи на её поверхности.
- «Интеллектуализированность» карты: УЭК упрощает работу для госслужащих, но при этом каждый гражданин, владеющий УЭК, вынужден вникать в сложную информационно-техническую систему функционирования УЭК. Это представляет сложности для труднообучаемых лиц и лиц пожилого возраста, с трудом привыкающих к техническим новшествам, а также для лиц, не имеющих навыков или не склонных к работе с компьютером.
- Неочевидность данных на карте: внешне не видно, что записано на карту, в то время как информация бумажных документов всегда налицо. Для доступа к данным карты в домашних условиях необходима покупка кардридера (считывателя)[61] и установка дополнительного программного обеспечения для компьютера[62].
- Усиление компьютерной зависимости и зависимости от электричества: работа с бумажными документами возможна, хотя и с некоторым трудом и ограничениями, без наличия компьютера и электричества. Самые же элементарные операции с картой (кроме чтения визуальной информации на карте) требуют специальных энергозависимых технических средств и компьютерной техники, хотя сама по себе УЭК энергонезависима.
- Использование ПИН-кодов подразумевает риск блокировки карты при трехкратном неправильном введении ПИН-кода[63] (существует инструкция по разблокировке УЭК в этом случае). Бумажные же документы не подвержены такому риску, пользователь не может «заблокировать» их по собственной ошибке.
- Пятилетний срок службы УЭК завышен. Отсутствует физическая защита УЭК от износа: областей применения, требующих считывания (физический контакт) карты, больше, чем у банковской карты, имеющей аналогичное исполнение в виде пластикового прямоугольника и перевыпускаемой чаще, чем раз в пять лет.
- Невозможность использовать УЭК для авторизации на портале http://www.gosuslugi.ru в ОС, отличной от Microsoft Windows.
- Не может быть использовано как удостоверение личности.

## Переход от универсальной электронной карты к электронному паспорту
Создание универсальной электронной карты предусмотрено федеральным законом «Об организации предоставления государственных и муниципальных услуг». Срок действия универсальной электронной карты — 5 лет.
В 2012 году в Правительстве России считали, что в будущем должен произойти плавный переход от УЭК к полноценному электронному паспорту с постепенным отказом от бумажных внутренних паспортов. С началом выдачи электронных паспортов постепенно прекратится выпуск универсальной электронной карты. Созданная инфраструктура будет использована для электронных паспортов. Выдавать электронный паспорт должна была Федеральная миграционная служба (с апреля 2016 года заменена на ГУВМ МВД), а заниматься услугами и сервисами, подключёнными к электронному паспорту, должна была по-прежнему ОАО «Универсальная электронная карта».
Граждане России смогут получить внутренний электронный паспорт в любом отделении Федеральной миграционной службы. В Министерстве связи и массовых коммуникаций планируют обеспечить доступ к электронным госуслугам за считанные минуты, включая электронную идентификацию — за одну минуту, а конечное получение услуги — не более чем за три минуты. После введения электронных паспортов к возможностям УЭК добавятся новые электронные услуги: регистрация по месту жительства онлайн, регистрация юридических лиц онлайн, электронное правосудие, электронный нотариат, электронное голосование, электронные сделки и договоры с ID, открытие новых банковских счетов онлайн. При этом отмечается, что введение электронного паспорта пока только планируется — разрабатывается законодательство[когда?].

## Мнение общества

### Опросы общественного мнения
В 2012 году, по данным социологического опроса фонда «Общественное мнение», 52 % россиян поддерживают проект УЭК, 30 % нравится многофункциональность УЭК. Также выяснилось, что 27 % опасаются, что УЭК легко потерять, а потом будет сложно восстановить, 14 % опрошенных боятся махинаций в случае утери карты, 7 % — считают, что посторонние лица получат доступ к их личной информации.
В 2013 году сторонников УЭК стало в полтора раза больше, чем противников. В ходе опроса общественного мнения выяснилось, что 53 % россиян одобряют появление новой универсальной электронной карты, 35 % придерживаются противоположной точки зрения, а оставшиеся 12 % — затруднились ответить. Также выяснилось, что 70 % опрошенных граждан знают о том, что начала действовать УЭК, 55 % информированы только в общих чертах, 14 % — уверены, что хорошо понимают особенности нововведения. На вопрос о готовности получить универсальную электронную карту и использовать её в качестве замены бумажным документам 47 % опрошенных ответило утвердительно, а 43 % предпочли бы пользоваться документами по отдельности.

### Критика реализации проекта УЭК
УЭК низко востребована по причине плохой информированности граждан о её возможностях, низкой заинтересованности части губернаторов в развитии проекта.
Проект УЭК критикуют, с одной стороны, журналисты и эксперты, которые указывают на различные проблемы при реализации проекта или скептически относятся к возможности успешного завершения проекта, с другой стороны, граждане, опасающиеся тотального контроля и учёта жизни человека, несанкционированного использования или возможной правовой дискриминации не получивших УЭК или не имеющих возможности её использовать.
В начале 2013 года журналисты сообщали о задержках выдачи карты по заявлениям, поданным в январе—феврале 2013 года. Руководство проекта подтвердило, что при реализации проекта возникали трудности с охватом всех 83 субъектов федерации и с доставкой изготовленных карт на места. Проблема состояла в том, что за время реализации программы у некоторых пунктов выдачи поменялись адреса, и почта была вынуждена вернуть посылки, отправленные Гознаком, обратно. Кроме того, в отделениях уполномоченного банка в январе 2013 года менялась процессинговая система, что также привело к задержкам. Также имелись разночтения между данными, предоставляемыми Пенсионным фондом России и Фондом обязательного медицинского страхования. В частности, если в одной государственной организации фамилия человека пишется через «е», а в другом — через «ё», программа не может идентифицировать гражданина. Не воспринимала программа и сдвоенные фамилии, набираемые через дефис.
В феврале 2013 года журналисты газеты Ведомости сообщили, что в связи с отменой обязательной выдачи карт их выпуск сократится в 7 раз, что ставит под сомнение окупаемость проекта. Перечисляли следующие недостатки: неготовность инфраструктуры к приёму УЭК, всего 100 000 из 700 000 точек торгово-сервисных предприятий готовы принимать УЭК для безналичной оплаты товаров и услуг. Журналисты газеты Коммерсантъ также сообщили о неготовности инфраструктуры в Московской области.
В марте 2013 года журналисты Российской газеты сообщили о низкой востребованности карты по причине плохой информированности граждан о возможностях УЭК.
В документах Архиерейского собора РПЦ сообщили, что церковь понимает, что «прогресс идет вперед, мы живем в век электроники и в учёте населения нет ничего греховного». Но при этом отметили, что у религиозных граждан существует тревога по поводу того, что использование новых персональных электронных идентификаторов может стать обязательным условием доступа каждого человека к материальным и социальным благам и подспорьем для тотального контроля над человеком без его согласия.
В январе 2015 года глава синодального отдела Русской православной церкви Всеволод Чаплин сообщил, что в связи с внешнеполитическими событиями процесс введения универсальной электронной карты несколько замедлился, поскольку возникли «новые озабоченности, связанные и с безопасностью государства и общества, возникают опасения использования нашими, как сейчас принято говорить, партнерами электронных массивов информации в своих целях для ослабления России, для того чтобы лишить её самостоятельности, самостоятельной политики».

## Международный опыт
В 2013 году в более чем 50 странах мира разрабатываются и выпускаются электронные документы, с помощью которых можно получать государственные и коммерческие услуги.
Идентификационные карты вводятся во многих странах мира. Сингапур одним из первых в мире в начале 2000-х годов ввел для своих жителей электронные паспорта, объединив на одной карте удостоверение личности и универсальный ключ для государственных услуг. Карта Малайзии содержит идентификационное приложение, банковское приложение, водительские права, медицинскую информацию и транспортные приложения. Немецкий биометрический паспорт позволяют получить доступ к государственным и коммерческим услугам, подписывать документы электронной подписью. Эстонская ID-карта является удостоверением личности и содержит электронную подпись, позволяющую подписывать документы и комментарии в Интернете, используется для идентификации на Интернет-выборах.
Электронные кошельки также вводятся во многих странах мира, в большинстве случаев это персонифицированные пластиковые карты, предназначенные для совершения розничных платежей на небольшие суммы и оплаты проезда на городском транспорте. В Германии введена Geldkarte, на которую можно загрузить до 200 евро со счета держателя карты из банка или в обмен на наличные деньги клиентов без использования счета. Карта работает повсеместно на территории всех земель и позволяет оплачивать большинство товаров и услуг: парковки, транспорт, штрафы, продукты и так далее. В Италии и Испании электронные кошельки нескольких операторов покрывают всю территорию стран (принимаются в более 700 000 магазинов) и де-факто вытеснили банкноты и монеты из сферы платежей на небольшие суммы — в торговых автоматах, кафе, киосках, такси, кинотеатрах, лотереях, парковках автомобилей. В Гонконге Октопус-карта позволяет оплачивать проезд в общественном транспорте, покупать товары в супермаркетах и небольших магазинах, торговых автоматах, а также рассчитываться в кафе. В Великобритании Citizencard позволяет узнать родителям о покупках своих детей и заблокировать некоторые платежи: в барах, прокатах автомобилей или сайтах азартных игр.

## Реализация проекта УЭК

### Расходы на УЭК
Вице-президент ОАО «УЭК» Вадим Щепинов сообщил, что проект не получает средств из федерального бюджета. Разработка карты и создание инфраструктуры реализуется на деньги акционеров. Часть средств выделяется из бюджета субъектов РФ — на выпуск карт и создание инфраструктуры в рамках региона. По оценке министра экономического развития Эльвиры Набиуллиной, стоимость проекта составляет 150—170 миллиардов рублей. В январе 2013 года президент ОАО «УЭК» Алексей Попов сообщил, что 90 % расходов связано с созданием инфраструктуры для приёма карты: устанавливаются бесконтактные считыватели на транспорте и терминалы в государственных учреждениях, решаются задачи взаимодействия участников единой платежно-сервисной системы, подготавливается техническая инфраструктура, налаживаются информационные каналы.
Себестоимость универсальной электронной карты составляет 265 рублей за карту и имеет тенденцию к снижению. Организация выпуска одной карты на человека, включая затраты на ИТ-системы, обходится примерно в 500 рублей.
По данным системы проверки компаний СПАРК, созданной «Интерфаксом», за период с 2010 по 2016 год было выпущено около 700 тысяч карт, а убыток компании за эти годы составил более 3 млрд рублей.

### ИТ-составляющие проекта УЭК
У проекта три основных составляющих. Первая — это процесс изготовления карты, размещение приложений, набор правил записи и использования этих приложений. Вторая составляющая — это операционные системы по выпуску и обслуживанию карты, эмиссии карты, системы финансового процессинга. Третья составляющая — инфраструктура использования карты, к которой относятся банкоматы и инфоматы, терминалы оплаты проезда на транспорте, устройства самообслуживания банков. Инфраструктуру использования карты создали поставщики услуг, которые разработали информационные системы для использования карты. На реализацию всех трёх составляющих ушло около двух лет. В стадию промышленной эксплуатации проект вступил 1 января 2013 года, когда после длительного тестирования в отдельных регионах начался массовый выпуск карт.
Запуск приложения на УЭК — длительный процесс: приложение нужно разработать, запрограммировать, провести обязательную сертификацию. Производители микропроцессоров должны начать выпускать процессоры с этим приложением. Федеральная уполномоченная организация ОАО «УЭК» отвечает за обязательные федеральные приложения, размещённые на карте: идентификационное, пенсионное, медицинское и платёжное. Субъекты Российской Федерации отвечают за транспортные приложения, а также самостоятельно принимают решение о разработке дополнительных приложений. В случае необходимости доустановки приложений на УЭК гражданину нужно было обращаться в пункт выдачи для обновления своей карты.

### ФУО ОАО «Универсальная электронная карта»
ФУО ОАО «Универсальная электронная карта» (ОАО «УЭК») — федеральная уполномоченная организация, осуществляющая функции координатора и оператора проекта по внедрению универсальной электронной карты. Выбрана правительством Российской Федерации в целях организации предоставления государственных и муниципальных услуг с использованием универсальной электронной карты (Распоряжение Правительства РФ от 12.08.2010 № 1344-р):
- организует взаимодействие уполномоченных организаций субъектов Российской Федерации
- управляет порталом коммерческих услуг
- ведёт единый реестр карт и приложений (федеральных, региональных, муниципальных)
- координирует эмиссию универсальных электронных карт
- является оператором российской платежной системы ПРО100.

А также ответственна за обеспечение совместимости инфраструктур применения УЭК и электронного паспорта.
Весной 2011 года ОАО «УЭК» в равных долях владели банки: Сбербанк, Уралсиб и Ак Барс. В конце 2012 года акционерами также стали компании «Тройка Диалог» и «Ситроникс». Таким образом основным акционером ОАО «УЭК» стал Сбербанк России, который совместно со своей дочерней компанией «Тройка Диалог» владеет 68 % обыкновенных акций ОАО «УЭК».
Уставный капитал составляет 900 миллионов рублей. В марте 2013 года было сообщено об увеличении уставного капитала до 1 350 миллионов рублей за счёт выкупа допэмиссии пропорционально долям акционеров.

### Уполномоченные организации субъектов Российской Федерации
Уполномоченные организации субъектов (УОС) — организации, которые организуют инфраструктуру УЭК по обслуживанию граждан и по предоставлению государственных и муниципальных услуг в своём регионе. Каждый субъект РФ определил соответствующую уполномоченную организацию субъекта. Во многих регионах уполномоченными организациями стали организации, выпускавшие региональные социальные карты жителя региона. Все 65 уполномоченных организаций субъектов Российской Федерации присоединились к единой платёжно-сервисной системе «Универсальная электронная карта».

### Региональные центры процессинга и биллинга
На условиях государственно-частного партнёрства ОАО «УЭК» договаривается с руководством субъектов Российской Федерации и создаёт на их территории единые центры процессинга и биллинга (ЕЦПиБ). Которые выполняют функцию единственного в регионе центра учёта начислений и платежей за услуги ЖКХ и оператора безналичных расчётов за транспортные услуги с применением универсальной электронной карты, включая обслуживание льготных категорий граждан. В обмен на создание таких центров субъект Российской Федерации получает возможность бесплатно выпускать универсальные электронные карты. Расходы финансирует ОАО «УЭК».
Создание центров процессинга и биллинга также финансирует ОАО «УЭК», которая планирует вернуть вложения в течение 5 лет за счёт комиссий по транзакциям.
По данным на ноябрь 2014 года Единые центры процессинга и биллинга созданы в Тульской, Калужской, Орловской, Иркутской областях, Республике Марий Эл. Запланировано создание таких центров в Астраханской, Белгородской, Владимирской, Вологодской, Рязанской, Ярославской и Томской областях.

### Портал УЭК
В сентябре 2013 года открыт портал, на котором у каждого обладателя УЭК будет личный кабинет. С его помощью человек сможет идентифицироваться, сможет что-то подписать электронной подписью, оплатить нужную услугу, а дальше система перенаправит его на ресурс, где он будет непосредственно взаимодействовать с тем органом, который оказывает услугу.
Сервисы портала:
- единый удостоверяющий центр — идентификация и аутентификация пользователя для сторонних сайтов поставщиков услуг[103]
- сервис платежей — осуществление платежей, в том числе через платежную систему ПРО100
- актуальный справочник с реквизитами всех госучреждений, в адрес которых банки могут принимать оплату (от детского сада до ГИБДД)[3].

Положительные эффекты:
- экономия для поставщика услуг на физическом содержании фронт-офиса, который очень дорог для целого ряда операций
- появление открытого сервиса проверки электронных подписей
- возможность осуществить платеж в одно касание[3].

### Хронология реализации проекта

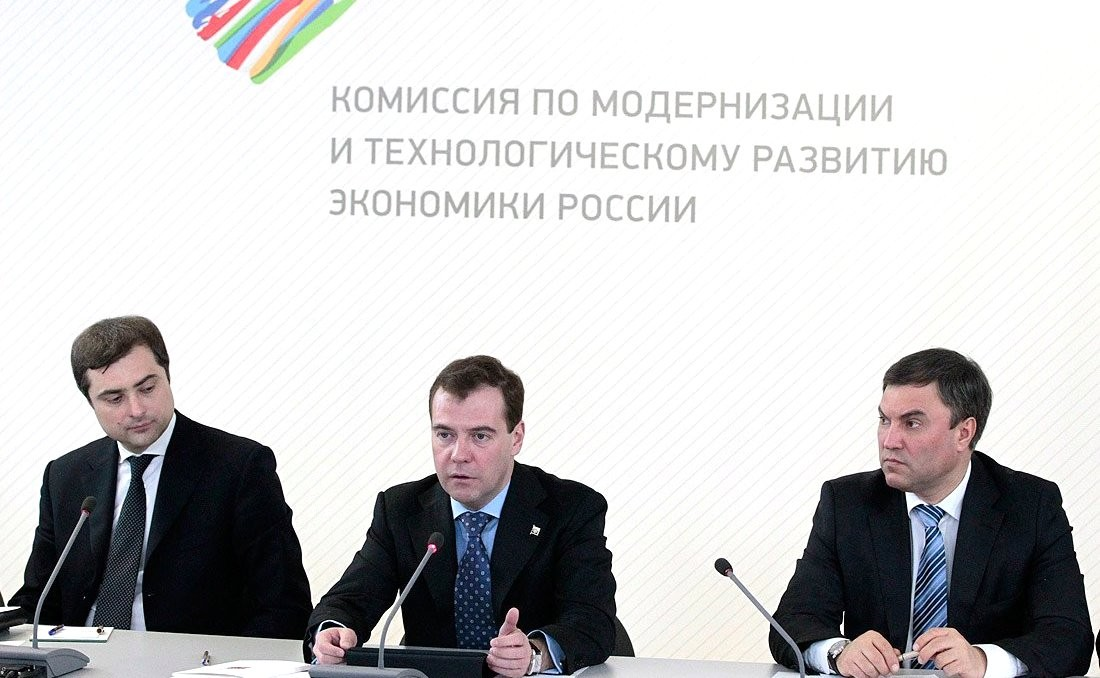
Заседание Комиссии по модернизации и технологическому развитию экономики России

В июле 2010 года принят Федеральный закон от 27 июля 2010 года № 210-ФЗ «Об организации предоставления государственных и муниципальных услуг», в котором даётся определение универсальной электронной карты, целей её создания и областей применения.
В феврале 2011 года президент России Дмитрий Медведев провел заседание «Комиссии по модернизации и технологическому развитию экономики России», посвящённое реализации одного из важнейших проектов Комиссии — внедрению универсальной электронной карты как средства предоставления государственных и муниципальных услуг населению.
Стало известно, что российские компании не успевают к 2012 году произвести микропроцессор. Использовать в карте микропроцессор иностранного производства ФСБ считает опасным. Было принято политическое решение временно, в 2012 году использовать микропроцессор иностранного производства.
В октябре 2011 года президент Российской Федерации Дмитрий Медведев подписал указ о нанесении государственного герба на универсальную электронную карту. Также выяснилось, что возникли трудности в реализации Системы межведомственного электронного взаимодействия, срок запуска которой переносится на середину 2012 года. А без запуска этой системы выдавать карту бессмысленно. Срок выдачи универсальной электронной карты перенесен на 1 января 2013 года. Также в октябре 2011 года было принято решение использовать в УЭК только российскую платёжную систему ПРО100, исключив участие международных платёжных систем Visa и MasterCard. А в Сбербанке пообещали «нейтрализовать лоббистов международных платёжных систем в органах российской власти».
В январе 2012 года завершена сертификация микропроцессоров для универсальных электронных карт производства российской компании «НИИМЭ и Микрон». Также в некоторых универсальных электронных картах используются микропроцессоры иностранного производства, представленные компанией ЗАО «Атлас-карт». Это сделано, чтобы в ходе конкуренции двух компаний снижалась стоимость производства УЭК. Карту начали выдавать гражданам России по заявлению, которое можно подать в открытых по всей России пунктах приёма заявлений и выдачи карт. Президент ОАО «УЭК» Алексей Попов сообщил, что на карте используется электронная подпись КриптоПро.
С февраля 2012 года в девяти пилотных регионах России: Москве, Санкт-Петербурге, Астраханской области, Республике Башкортостан, Волгоградской области, Новосибирской области, Пензенской области, Краснодарском крае и Татарстане начата выдача карты участникам проекта, с целью проверить, как она работает на практике.
16 февраля 2012 года были опубликованы «Правила использования УЭК», в которых изложена неподтверждённая информация о пин-коде, возможно, являющаяся лишь нереализованными планами разработчиков: «Если гражданина вынуждают ввести пин-код, то предусмотрены ложные пин-коды, введение которых позволят выиграть время и обеспечить оперативную помощь гражданину от силовых структур».
В сентябре 2012 года стало известно, что технологии, которые использованы и проверены в УЭК, будут использованы в электронном паспорте, который планируется выпустить через несколько лет.
В ноябре 2012 года на официальном сайте «УЭК» был запущен мониторинг готовности регионов России к запуску проекта. Готовность подразумевает под собой назначение ответственного за УЭК в регионе, обеспечение безопасных каналов связи, обеспечение доступа к региональным государственным услугам с помощью УЭК, создание колл-центров и т. п. Данные мониторинга обновляются один раз в неделю.
В декабре 2012 года вышло распоряжение о том, что все многофункциональные центры, предоставляющие государственные и муниципальные услуги, должны быть оснащены считывателями для универсальных электронных карт.
В феврале 2013 года стало известно, что в части регионов РФ не хватает денег, чтобы обеспечить изготовление и выдачу карт. Сбербанк принял решение входить в состав акционеров региональных уполномоченных организаций, что позволит профинансировать их работу, и создавать в регионах единые центры процессинга и биллинга (ЕЦПиБ), которые возьмут на себя в качестве расходной части выпуск всех УЭК, а в качестве доходной части займутся начислением платежей за ЖКХ по всему региону и будут являться транспортными операторами.
С весны 2013 года прекращается выпуск региональных социальных карт. Вместо них будет выдаваться универсальная электронная карта.
В сентябре 2013 года открыт портал для идентификации граждан и оплаты госуслуг. Граждане могли зарегистрироваться на портале с помощью УЭК, используя кардридер.
По состоянию на конец 2014 года по всей стране принято более 520 000 заявлений на выдачу карт.
С января 2014 года на официальном сайте ОАО «УЭК» публиковался еженедельный рейтинг субъектов РФ по реализации проекта УЭК.

## Отказ от УЭК и её закрытие
В соответствии с 210-ФЗ гражданин имеет право отказаться от использования УЭК в любое время после получения. В случае отказа гражданина от использования универсальной электронной карты такая карта подлежит аннулированию.
В соответствии с 26 статьёй 210-ФЗ планировалось с 1 января 2014 года выдавать карту всем гражданам, кроме отказавшихся от её получения. Для отказа от карты необходимо написать заявление. Но в процессе реализации проекта выяснилось, что выдать карту гражданину по умолчанию не получается, — требуется личное присутствие гражданина перед началом производства карты для фотографирования и записи образца подписи (следует из 26 статьи 210-ФЗ). Также требуется личное присутствие гражданина после изготовления карты — для получения карты и конверта с пин-кодами, которые в соответствии с правилами требуется вручать лично гражданину, сверив его личность по паспорту, то есть нельзя передавать через третьих лиц или посылать по почте.
Тем не менее 28.10.2016 правительство Калининградской области распространило «Извещение о выпуске универсальных электронных карт гражданам, не подавшим до 1 января 2017 года заявлений о выдаче им универсальной электронной карты и не обратившимся с заявлением об отказе от получения универсальной электронной карты».
21 декабря 2016 Госдумой был принят и 28 декабря утверждён закон 471-ФЗ об отмене универсальной электронной карты. При этом ранее выданные карты продолжают действовать до истечения срока своего действия.
Выпуск и выдача универсальных электронных карт (УЭК) полностью прекращены с 1 января 2017 года.
В 2016—2018 годах организация «УЭК» подала более 40 исков в разных регионах к организациям, которые были уполномочены выдавать её карты. Организации (в основном это были МФЦ) заключали с УЭК договоры о присоединении к правилам компании, но УЭК могла менять тарифы в одностороннем порядке, по согласованию с Минэкономразвития. Представитель МФЦ Костромской области сообщил, что сначала был «бесплатный» договор с УЭК в 2012 году, но потом плата стала начисляться (с 2014 года) в одностороннем порядке — никаких дополнительных соглашений МФЦ не подписывал. В пользу ОАО «УЭК» суды вынесли решения примерно на 45 млн рублей.

### Официальные ссылки
- Портал УЭК-Онлайн
- uecard.ru — официальный сайт УЭК  (недоступная ссылка)
- УЭК (рус.)
- Официальная страница УЭК в социальной сети ВКонтакте

### Опыт получения и использования универсальной электронной карты
- Видеоинструкция: Как войти на сайт госуслуг с использованием УЭК с ЭЦП
- Практическое применение универсальной электронной карты в городе и интернете
- Эксперимент по получению универсальной электронной карты в Псковской области
- Блог «Опыт получения Универсальной Электронной карты» на сайте «Денег-Да!».

### Прочие
- Первый канал: Электронный паспорт. Как это будет
- CNews: статьи по теме Универсальная электронная карта
- 29 ноября 2012. Всероссийская конференция «Внедрение универсальной электронной карты с 1 января 2013 года». Фото, видео
- 17 декабря 2012. Расширенная пресс-конференция «Информационное общество в России: итоги года». Презентация президента ОАО «УЭК» А. Ю. Попова